# Hormisda (procônsul)
Hormisda (em persa médio: Hormezd; em grego: Ορμίσδας; romaniz.: Hormísdas) foi um oficial romano de origem persa ativo no século IV. 

## Nome
O teônimo Hormisda é a versão latina do persa médio Hormisde (𐭠𐭥𐭧𐭥𐭬𐭦𐭣; Hormizd), Ormasde (Ōhrmazd), Hormosde / Ormosde ((H)ormozd), Ormusde (Ormozd) ou Oramasde (Ohramazd), o nome da divindade suprema no zoroastrismo, cujo nome avéstico era Aúra-Masda (Ahura-Mazdāh). Foi registrao em persa antigo como Auramasda (Auramazdā), em grego como Hormisdas (Ορμίσδας, Ormísdas), Hormisdes (Ορμίσδης, Ormísdēs), Horomazes (Ωρομάζης, Oromázēs) e Hormisdates (Ορμισδάτης, Ormisdátēs), em árabe era Hormuz (هرمز), em armênio como Oramasde (Օրամազդ; Oramazd) e Ormisde (Որմիզդ, Ormizd) e em georgiano era Urmisde (ურმიზდი, Urmizd).

## Vida
Hormisda era filho de Hormisda, um nobre persa que refugiou-se em 324 no Império Romano, e neto do xá sassânida Hormisda II (r. 302–309/310). Era casado e sua esposa é mencionada na obra de Amiano Marcelino. Possivelmente possuía propriedade na Síria Palestina próximo de Babal Haua e em Constantinopla (Igreja de São Sérgio e São Baco). Sob o usurpador Procópio (r. 365–366), foi nomeado procônsul da Ásia. Em 365, lutou contra o imperador Valente (r. 364–378) na Frígia, onde quase foi capturado, e depois em Tiatira, onde quase conseguiu derrotá-lo. No começo do reinado do imperador Teodósio I (r. 378–395), era um comandante militar, talvez conde dos assuntos militares, e obteve a missão de conduzir um regimento de visigodos para o Egito. Durante sua marcha, seu regimento colidiu em Filadélfia, na Lídia, com um regimento egípcio que estava vindo na direção oposta. Vários egípcios foram mortos no conflito.